# Jean-Barthélemy Lany
Jean-Barthélemy Lany est un danseur et maître de ballet français né à Paris le 24 mars 1718 et mort dans cette même ville le 29 mars 1786.
Après avoir débuté en 1740 à l'Académie royale de musique, il est engagé à Berlin à la cour de Frédéric II de Prusse de 1743 à 1747, où il compose notamment pour la Barberina. De retour à Paris en 1748, il est engagé à l'Opéra comme maître de ballet jusqu'à sa retraite en 1768.
Il règle également les ballets de la cour de Versailles de 1762 à 1773, puis travaille à Turin et à Londres. Il est l'un des membres de l'Académie royale de danse.
Noverre le considère comme un chorégraphe médiocre et sans grande imagination, sauf pour les compositions qu'il règle pour lui-même.
Lany a notamment formé Maximilien Gardel et Marie-Madeleine Crépé, dite Mademoiselle Théodore. Thérèse Vestris, sœur de Gaëtan, était sa maîtresse. Il était le beau-frère du danseur Raymond-Balthazar Dourdé.